# Río Seta
El Seta es un río que nace en la sierra de Alfaro en la provincia de Alicante (España) y desemboca en el río Frainos, también conocido popularmente como río de Penáguila, en su margen derecha tras un recorrido de 12 kilómetros; posteriormente, el Frainos desembocará en el río Serpis.
Este río nace en Tollos y sirve de límite entre los términos municipales de Facheca y Benimasot, pasa por el municipio de Cuatretondeta y aguas más abajo sirve de límite entre los términos municipales de Gorga y Benilloba.